# Juan de Vargas (músico)
Juan de Vargas (fl. 1592-1607) fue un compositor, organista y maestro de capilla español.

## Vida
Se desconoce el origen y la fecha de nacimiento de Juan de Vargas, pero se sabe que se formó musicalmente como seise en la Catedral de Sevilla, llegando posteriormente a ocupar el cargo de Maestro de canto de órgano en la misma metropolitana.
Hacia 1591 o 1592 Vargas se ofreció al cabildo de la Colegiata de San Salvador de Sevilla para «cantar y atender al coro y servir de este modo en la Iglesia». El cabildo aceptó a principios de 1592 y le concedió un salario de 12 000 reales anuales, a ser pagados cada cuatro meses. Sus responsabilidades serían enseñar a los infantes del coro el canto de órgano y acompañar a la capilla de música en las funciones en la que actuase.
Permanecería poco tiempo en el cargo. En junio de 1592 el acta capitular informa de que el maestro había abofeteado al clérigo cantor Pedro Correa. El hecho se circunscribe en una serie de altercados entre el maestro y los músicos, que eran amonestados a menudo y a veces incluso sufrían malos tratos. La riña con Pedro Correa fue la gota que colmó el vaso y Vargas fue despedido de su cargo.
El 19 de octubre de 1594 Vargas fue nombrado organista segundo de la Iglesia del Sagrario de Sevilla, a la espera de la llegada del organista primero, Jerónimo de Pedraza. Dos años más tarde, el 7 de febrero de 1596 era nombrado maestro de capilla de la Colegiata de Antequera, pero no llegó a tomar posesión del cargo. Siguió en el Sagrario de Sevilla, donde fue nombrado maestro de facistol, responsable de la enseñanza del canto de órgano.
Hay noticias de un Juan de Vargas en la Catedral de Sevilla que sucedió a Andrés López el 9 de septiembre de 1598 como maestro de canto de órgano, que podría tratarse de este.  Solo se mantendría en el cargo hasta diciembre del mismo año, cuando el cabildo reclamó la vuelta de Andrés López. Tras la partida del maestro Francisco Páez Ávila de la Catedral de Guadix, el cabildo recibió en 1603 a un Juan de Vargas «maestro procedente de Sevilla». Vargas realizó los ejercicios, pero no se volvió a oír de él en Guadix, y el cargo quedó vacante, bajo la batuta interina de Pedro de Avendaño, hasta la llegada del nuevo maestro de capilla, Bartolomé de Navarrete, en 1620.
El 12 de agosto de 1605 fue nombrado de nuevo maestro de capilla de la Colegiata de Antequera, donde se quedaría hasta el 13 de marzo de 1607. A partir de ese momento se le pierde el rastro.

## Obra
No se conservan obras de Juan de Vargas en España. Sin embargo, se conserva una obra, Popule meus quid feci ribi a tres voces, en el legajo 30 de la Catedral de Puebla. Se conoce a un Joan de Vargas, cantor del convento de Santo Domingo de Oaxaca, que podría ser el autor. Pero se ha especulado que Juan de Vargas pudiera ser el compositor e incluso que tras su estancia en Antequera, Juan de Vargas hubiese partido a América y fallecido en México.